# Лежа (Цаленджіхський муніципалітет)
Лежа (груз. ლეჟა) — село в Грузії.
За даними перепису населення 2014 року в селі проживає 188 осіб.